# Long Lake (Minnesota)
Long Lake es una ciudad ubicada en el condado de Hennepin en el estado estadounidense de Minnesota. En el Censo de 2010 tenía una población de 1768 habitantes y una densidad poblacional de 731,65 personas por km².

## Geografía
Long Lake se encuentra ubicada en las coordenadas 44°59′2″N 93°34′5″O / 44.98389, -93.56806. Según la Oficina del Censo de los Estados Unidos, Long Lake tiene una superficie total de 2.42 km², de la cual 2.16 km² corresponden a tierra firme y (10.61%) 0.26 km² es agua.

## Demografía
Según el censo de 2010, había 1768 personas residiendo en Long Lake. La densidad de población era de 731,65 hab./km². De los 1768 habitantes, Long Lake estaba compuesto por el 93.16% blancos, el 1.3% eran afroamericanos, el 0.28% eran amerindios, el 1.19% eran asiáticos, el 0.06% eran isleños del Pacífico, el 1.81% eran de otras razas y el 2.21% pertenecían a dos o más razas. Del total de la población el 4.02% eran hispanos o latinos de cualquier raza.